# Osvaldo Valenti
Pour les articles homonymes, voir Valenti (homonymie).
Osvaldo Valenti  (né le 17 février 1906 à Constantinople et mort le 30 avril 1945 à Milan) est un acteur italien.
Volontaire dans la Xe Flottiglia MAS de la République de Salò, créée par Benito Mussolini, Osvaldo Valenti est fusillé, en 1945, par des membres de la Résistance italienne, en compagnie de sa compagne, l'actrice Luisa Ferida. 

## Biographie
Osvaldo Valenti est né à Constantinople (Istanbul en Turquie) le 17 février. Fils d'un commerçant de tapis sicilien et d'une riche libanaise d'origine grecque. 
En 1915 la famille quitte la Turquie pour l'Italie, d'abord à Bergame puis à Milan. 
Il fréquente les lycées de Saint-Gall en Suisse puis de Wurtzbourg en Bavière puis s'inscrit à la faculté de droit de l'université catholique de Milan. 
Deux ans plus tard, il arrête les études et va vivre à Paris puis à Berlin où il entame en 1928, une timide carrière d'acteur en jouant un rôle secondaire dans son premier film Ungarische Rhapsodie de Hans Schwarz. 
Au début des années 1930, il rentre en Italie et travaille avec Mario Bonnard (Cinque a zero, 1932), puis avec Amleto Palermi : La fortuna di Zanze (1933) et Creature della notte (1934).

### Rencontre avec Alessandro Blasetti et le succès
En 1935, il fait la connaissance du réalisateur Alessandro Blasetti qui lui confie un rôle dans Contessa di Parma (1937), puis le rôle de Guy de la Motte dans Ettore Fieramosca (1938) qui lui vaut l'appréciation de la critique et du public italien, ce qui lui permet de jouer dans de nombreux films à succès et d'être sollicité par de nombreux réalisateurs de premier plan.

### La Seconde Guerre mondiale
L'été 1943, voit l'écroulement du fascisme et le bombardement allié de Rome qui provoquent l'arrêt de l'activité cinématographique.
Lors de la fondation de la République de Salò, créée par Benito Mussolini, Osvaldo Valenti accompagné de sa maîtresse Luisa Ferida, choisit d'aller à Venise, renonçant à un contrat pour deux films devant se tourner en Espagne début 1944.
L'activité cinématographique redémarre à Venise au Cinevillaggio, créé par le ministre fasciste de la RSI Ferdinando Mezzasoma. Valenti tourne ainsi en 1944 ce qui sera son dernier film, et celui de Luisa Ferida, Fait divers de Piero Ballerini.
Les deux artistes se rendent ensuite à Bologne. Là, Osvaldo fait le choix d'intégrer, avec le grade de lieutenant, la Xe Flottiglia MAS de la République de Salò, commandée par Junio Valerio Borghese. Le couple se rend alors à Milan. Lors de la libération de cette ville le 25 avril 1945, ils sont arrêtés par des membres de la Résistance italienne et fusillés cinq jours plus tard sans jugement. Ils sont enterrés au Campo X du cimetière majeur de Milan de Milan dit « Cimitero di Musocco ».
Le réalisateur Marco Tullio Giordana leur a consacré un film biographique, Une histoire italienne (Sanguepazzo) en 2008.

## Filmographie sélective
- 1928 : Ungarische Rhapsodie de Hanns Schwarz
- 1932 : Cinque a zero de Mario Bonnard
- 1933 : 
  - La signorina dell'autobus de Nunzio Malasomma
  - Ragazzo de Ivo Perilli
  - La fortuna di Zanze de Amleto Palermi
- 1934 : Creature della notte de Amleto Palermi
- 1936 :
  - Regina della Scala de Guido Salvini et Camillo Mastrocinque
  - La danza delle lancette de Mario Baffico
- 1937 : Contessa di Parma de Alessandro Blasetti
- 1938 :
  - L'Inconnue de Monte-Carlo (La signora di Montecarlo) de Mario Soldati
  - Mia moglie si diverte de Paul Verhoeven
  - Mille lire al mese de Max Neufeld
  - Ettore Fieramosca d'Alessandro Blasetti
- 1939 :
  - Il fornaretto di Venezia de Duilio Coletti
  - La vedova de Goffredo Alessandrini
  - Uragano ai Tropici de Gino Talamo
  - Trappola d'amore de Raffaello Matarazzo
  - Frenesia de Mario Bonnard
  - Une aventure de Salvator Rosa d'Alessandro Blasetti
- 1940 :
  - Oltre l'amore de Carmine Gallone
  - Fanfulla da Lodi de Carlo Duse et Giulio Antanamoro
  - Boccaccio de Marcello Albani
  - Une lampe à la fenêtre (Una lampada alla finestra) de Gino Talamo
  - Antonio Meucci de Enrico Guazzoni
  - Sancta Maria de Pier Luigi Faraldo : Jack
  - Leggenda azzurra de Giuseppe Guarino
  - L'Intruse (Abbandono) de Mario Mattoli
  - Capitan Fracassa de Duilio Coletti
  - La zia smemorata de Ladislas Vajda
- 1941 :
  - La Maîtresse secrète (L'amante segreta) de Carmine Gallone
  - La Couronne de fer d’Alessandro Blasetti
  - La cena delle beffe d’Alessandro Blasetti
  - Idillio a Budapest de Gabriele Varriale et Giorgio Ansoldi
  - Il re d'Inghilterra non paga de Giovacchino Forzano
  - L'Enfant du meurtre (Giuliano de' Medici) de Ladislas Vajda
  - La maschera di Cesare Borgia de Duilio Coletti
  - Primo amore de Carmine Gallone
  - Beatrice Cenci de Guido Brignone
  - Il vetturale del San Gottardo de Ivo Illuminati
  - Don Buonaparte de Flavio Calzavara
- 1942 :
  - La Farce tragique (titre original : La cena delle beffe) de Alessandro Blasetti
  - La sonnambula de Piero Ballerini
  - La bella addormentata de Luigi Chiarini
  - Fédora de Camillo Mastrocinque
  - Sancta Maria d'Edgar Neville
  - Piazza San Sepolcro de Giovacchino Forzano
  - Orizzonte di sangue de Gennaro Righelli
  - La due orfanelle de Carmine Gallone
  - Luisa Sanfelice de Leo Menardi
  - I cavalieri del deserto de Gino Talamo et Osvaldo Valenti
- 1943 :
  - Gli ultimi filibustieri de Marco Elter
  - Harlem de Carmine Gallone
  - Enrico IV de Giorgio Pastina
  - L'invasore de Nino Giannini
  - La valle del diavolo de Mario Mattoli
- 1944 :
  - La locandiera de Luigi Chiarini
  - Fait divers (Fatto di cronaca) de Piero Ballerini